# 热带干旱半干旱气候
热带干旱半干旱气候，其中热带干旱气候又称热带沙漠气候。分布于纬度30度附近的大陆西岸和中部，具体地区有：撒哈拉、非洲西南部、阿拉伯半岛、澳大利亚中部、美国西南部、墨西哥北部、智利北部等地。

## 特征与成因
1、终年高温，最冷月均温在15摄氏度以上
原因：纬度较低，太阳高度角大；常年受副高或干燥的信风控制，天气晴好，大气对太阳辐射削弱作用弱。
2、终年降水稀少，最多雨月降水在500毫米以下
原因：常年受副熱帶高壓或干燥的信风控制，气流以下沉为主；西岸常有涼流流经，其上空湿度较低；下垫面常为沙漠戈壁，实际蒸散量小。
3、气温日较差大，白天最高气温可达38摄氏度左右，日出前后最低气温可在0摄氏度以下
原因：大气水气含量小，常年受副高或干燥的信风控制，天气晴好，大气对太阳辐射削弱作用弱，白天增温很快；夜间大气保温作用弱，热量极易散失。

## 气候亚型

### 热带半干旱气候亚型
条件：年雨量在250毫米至750毫米之间
本区位于副热带夏干气候和热带干湿季气候之间，越接近于副热带夏干气候或热带干湿季气候则降水越多。接近副热带夏干气候区则冬半年有一短暂的时期受西风带影响而降水偏多，而接近于热带干湿季气候区则夏半年有一短暂时期受热带海洋气团或赤道低压影响降水偏多。

### 热带西岸多雾干旱气候亚型
西岸寒流地区多雾但降水仍稀少。日较差相对热带干旱气候要小。
代表城市：秘鲁利馬。

### 热带干旱气候亚型
远离赤道低压带和西风带，终年受副高或干燥的信风带控制，是热带大陆气团的源地。降水极为稀少，一般来说年雨量小于126毫米。

## 与温带干旱半干旱气候的区别
温带干旱半干旱气候是因地处中纬度的内陆地区，距海洋遥远使海洋水汽难以到达，降水稀少而形成；热带干旱半干旱气候则是因地处回归线附近大陆中、西部，全年受副热带高气压控制，难以形成降水而形成。

## 区内自然带
主要为热带沙漠。

## 农业
制约本区农业的因素为灌溉水源，在局部灌溉水源较丰富的地方有灌溉农业发育。
本区常见灌溉水源类型：地下水出露点、客河河谷。
常见农作物：枣椰、棉花等

## 区内著名城市
- 伊朗 阿巴斯港
- 巴基斯坦 喀拉蚩
- 沙烏地阿拉伯 麦地那
- 沙烏地阿拉伯 麦加
- 沙烏地阿拉伯 吉達
- 沙烏地阿拉伯 利雅德
- 约旦 安曼
- 巴林 麦納瑪
- 杜哈
- 科威特 科威特城
- 阿曼 馬斯喀特
- 葉門 沙那
- 葉門 亞丁
- 阿联酋 杜拜
- 阿联酋 阿布達比
- 尼日尔 比尔马
- 埃及 開羅
- 埃及 阿斯旺
- 愛麗斯泉
- 墨西哥 墨西卡利
- 秘魯 利馬

## 参看
- 行星风系
- 洋流